# Соловьёв, Всеволод Николаевич (генерал)
Барон Всеволод Николаевич Соловьёв (1801—1871) — генерал-лейтенант Русской императорской армии из баронского рода Соловьёвых.
Родился в 1801 году; происходил из дворян Рязанской губернии, сын отставного гвардии прапорщика барона Николая Николаевича Соловьёва. Братья — Михаил, Вениамин (декабрист), Николай.
В офицерских чинах с 19 января 1819 года.
В 1821 году в чине подпоручика переведен из Санкт-Петербургского гренадерского короля Прусского полка в лейб-гвардии Семёновский полк, позднее перевелся в лейб-гвардии Егерский полк.
В 1831 году участвовал в подавлении польского восстания. Полковник с 1832 года. Генерал-майор с 16 апреля 1841 года.
В сентябре 1841 года барон Соловьёв был назначен командиром лейб-гвардии Егерского полка и в этой должности прослужил до марта 1850 года, после чего был назначен военным комендантом города Архангельска.
На службе состоял по 1860 года. Сын его Николай (1829—1887) дослужился до чина генерал-лейтенанта.

## Награды
- Орден Святого Георгия 4-й степени (3 декабря 1842, за 25 лет, № 6688 по списку Григоровича — Степанова)
- Орден Святого Владимира 3-й ст.
- Орден Святой Анны 1-й ст.
- Орден Святого Станислава 1-й ст.
- Польский знак отличия за военное достоинство 4-й ст.
- Знак отличия «За беспорочную службу XXXV лет»
- Орден Красного орла 2-й ст. (Пруссия)